# Zawisak borowiec
Zawisak borowiec (Sphinx pinastri syn. Hyloicus pinastri) – gatunek motyla z rodziny zawisakowatych.
 Rójka
Motyle latają wieczorami w czerwcu i lipcu, głównie w borach.
Wygląd
Rozpiętość skrzydeł 6–9 cm, barwa szaro-brunatna, przednie skrzydła wąskie, stożkowato zakończony odwłok, na przednich skrzydłach dwa ciemne paski, czułki grzebykowate u samca większe i wyraźniejsze, odwłok pokryty na przemian czarnymi i białymi paskami, gąsienica jest naga zielona lub brązowa z żółtymi i czerwonymi paskami na grzbiecie, błyszcząca powłoka skórna i czerwone oczy, na 8 segmencie wyrostek w postaci rogu, poczwarka typu zamkniętego brunatna, wielkości 30–40 mm, szerokości 10–11 mm.

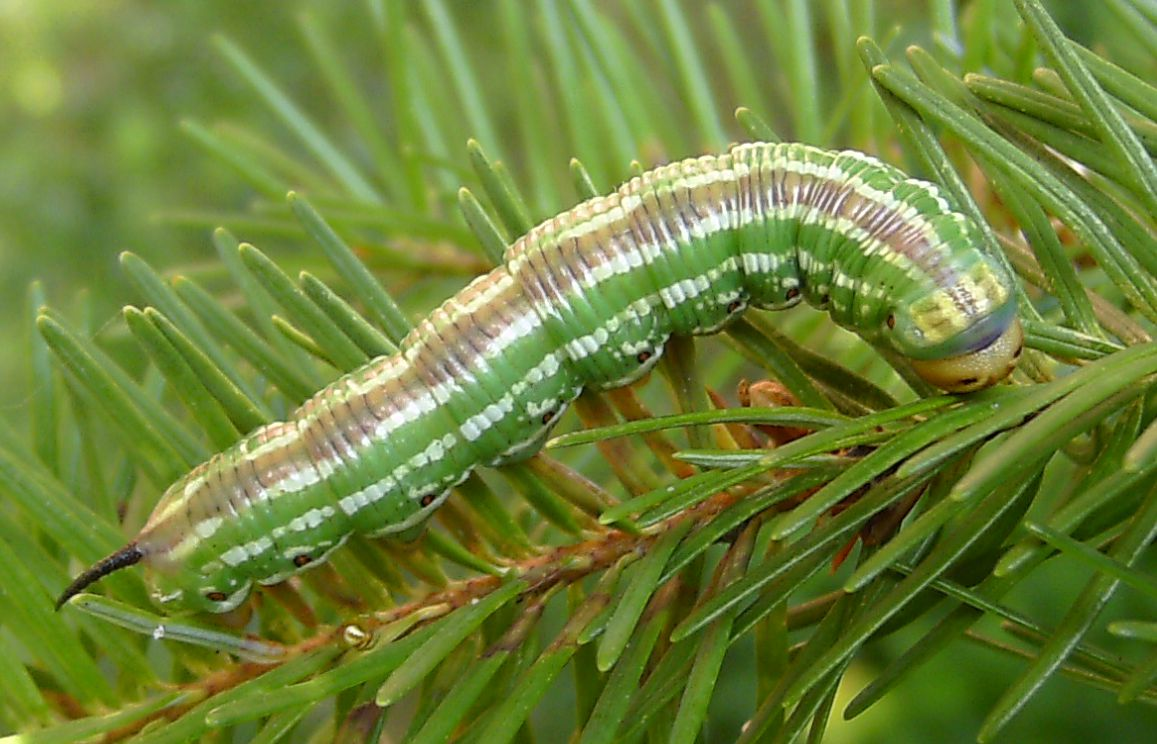
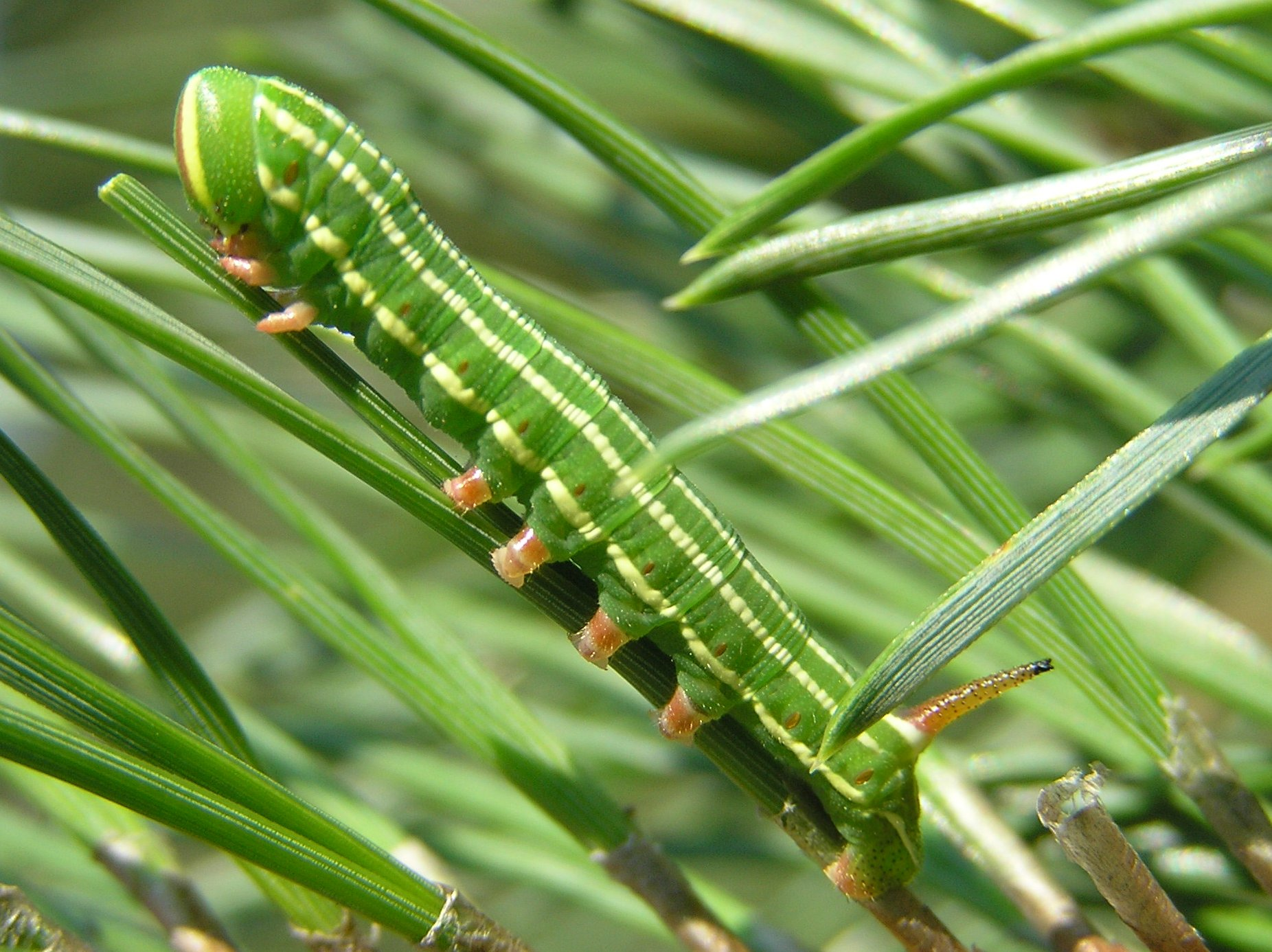
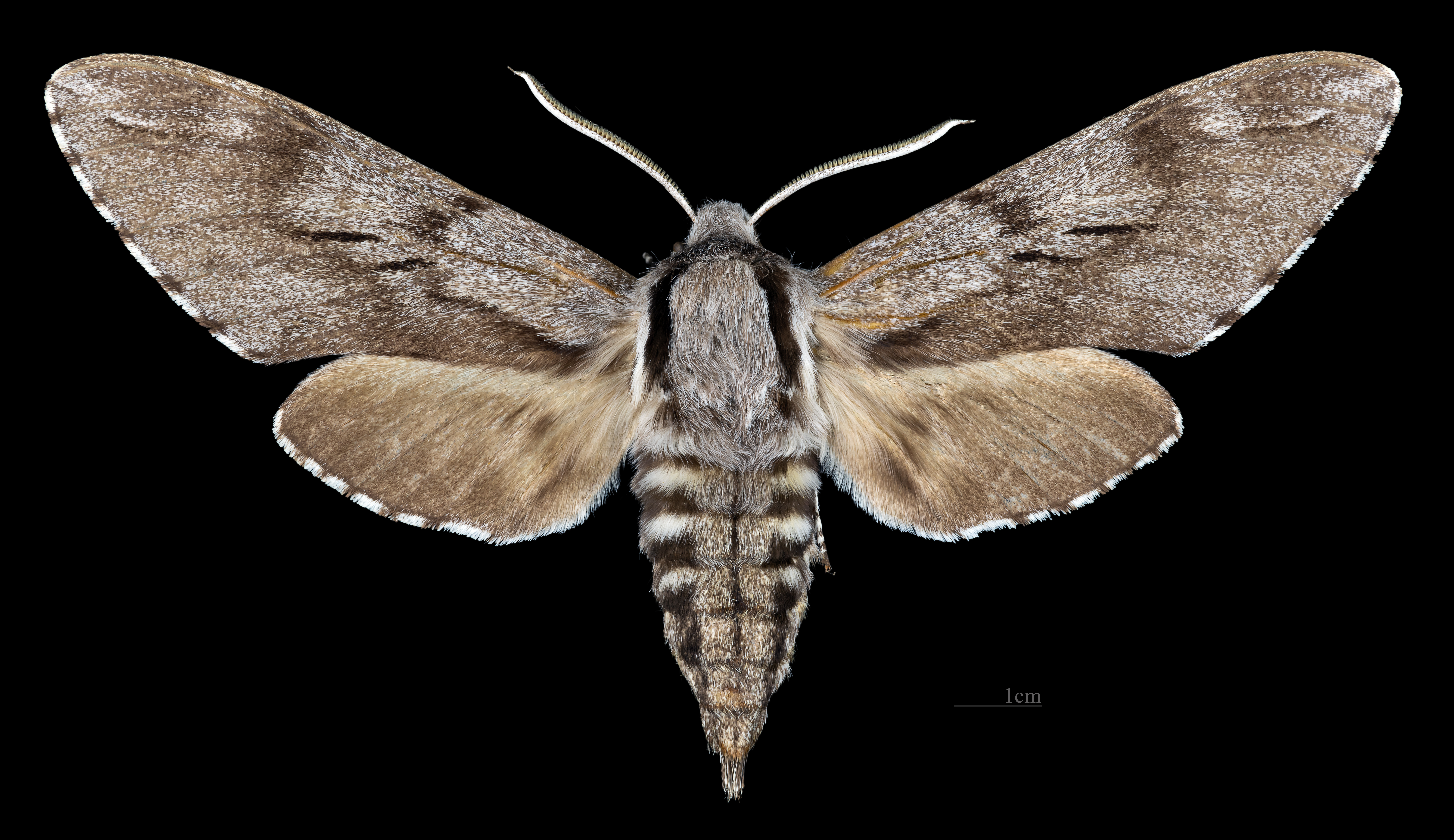
Sphinx pinastri ♂
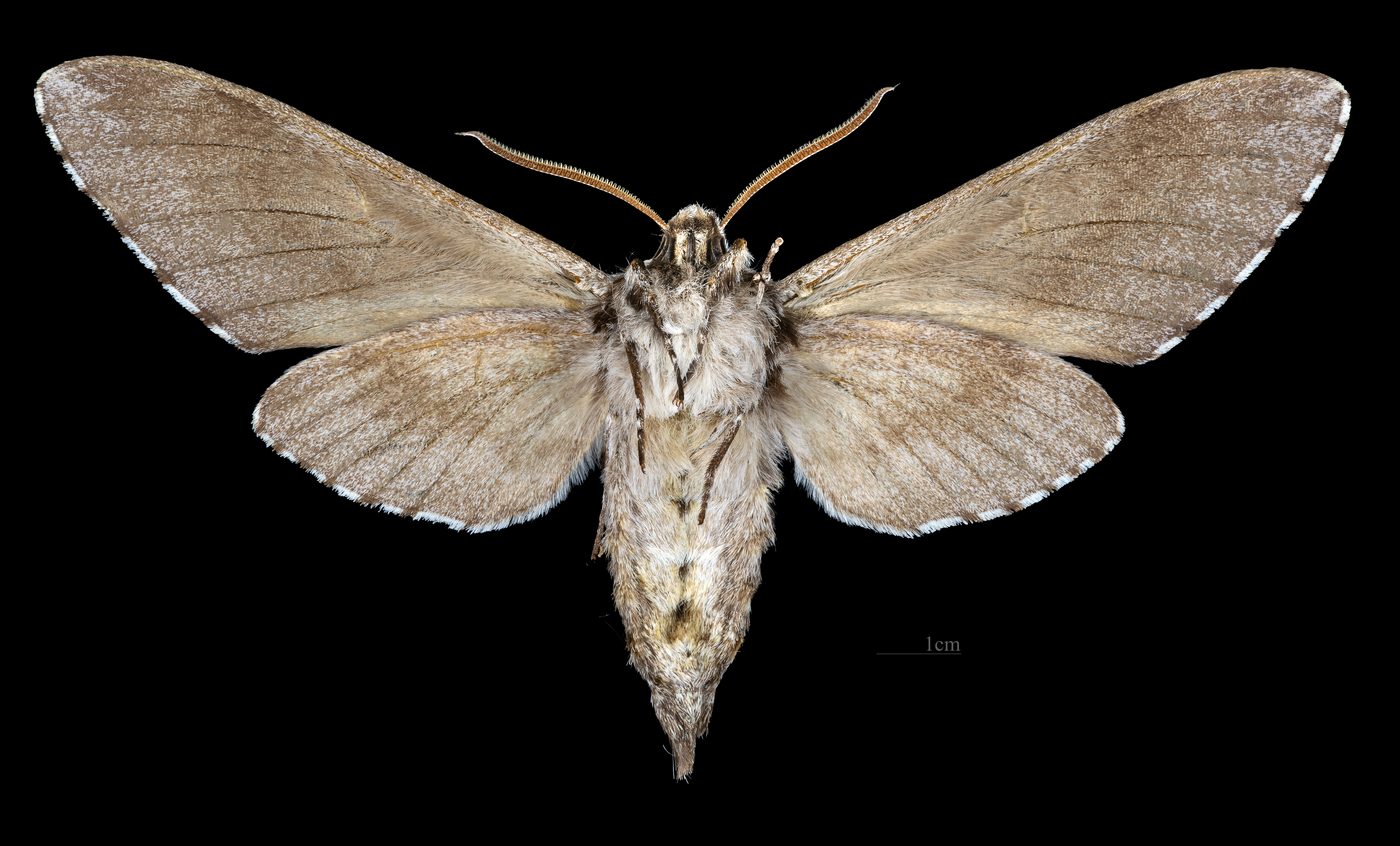
Sphinx pinastri ♂△
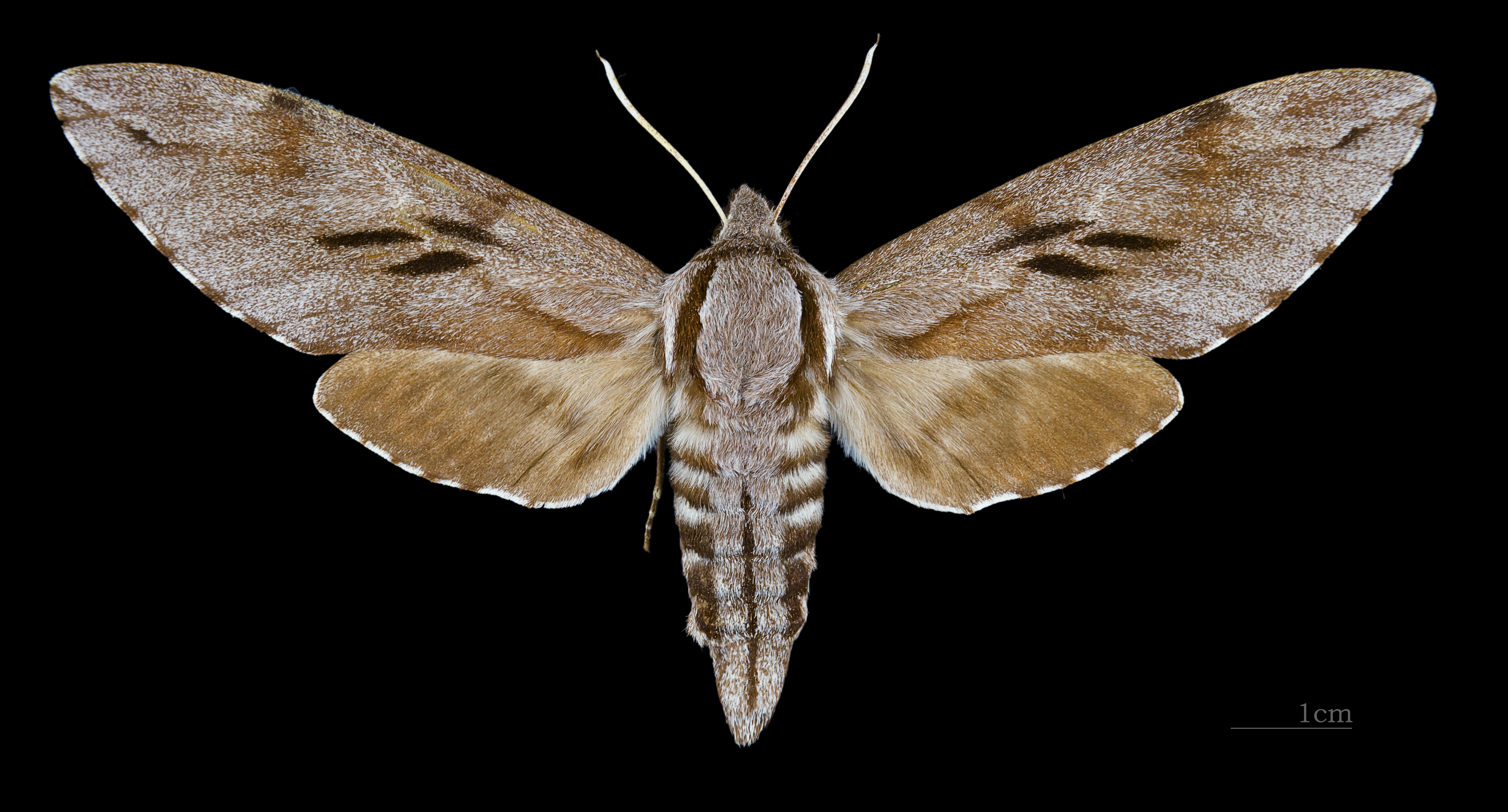
Sphinx pinastri ♀
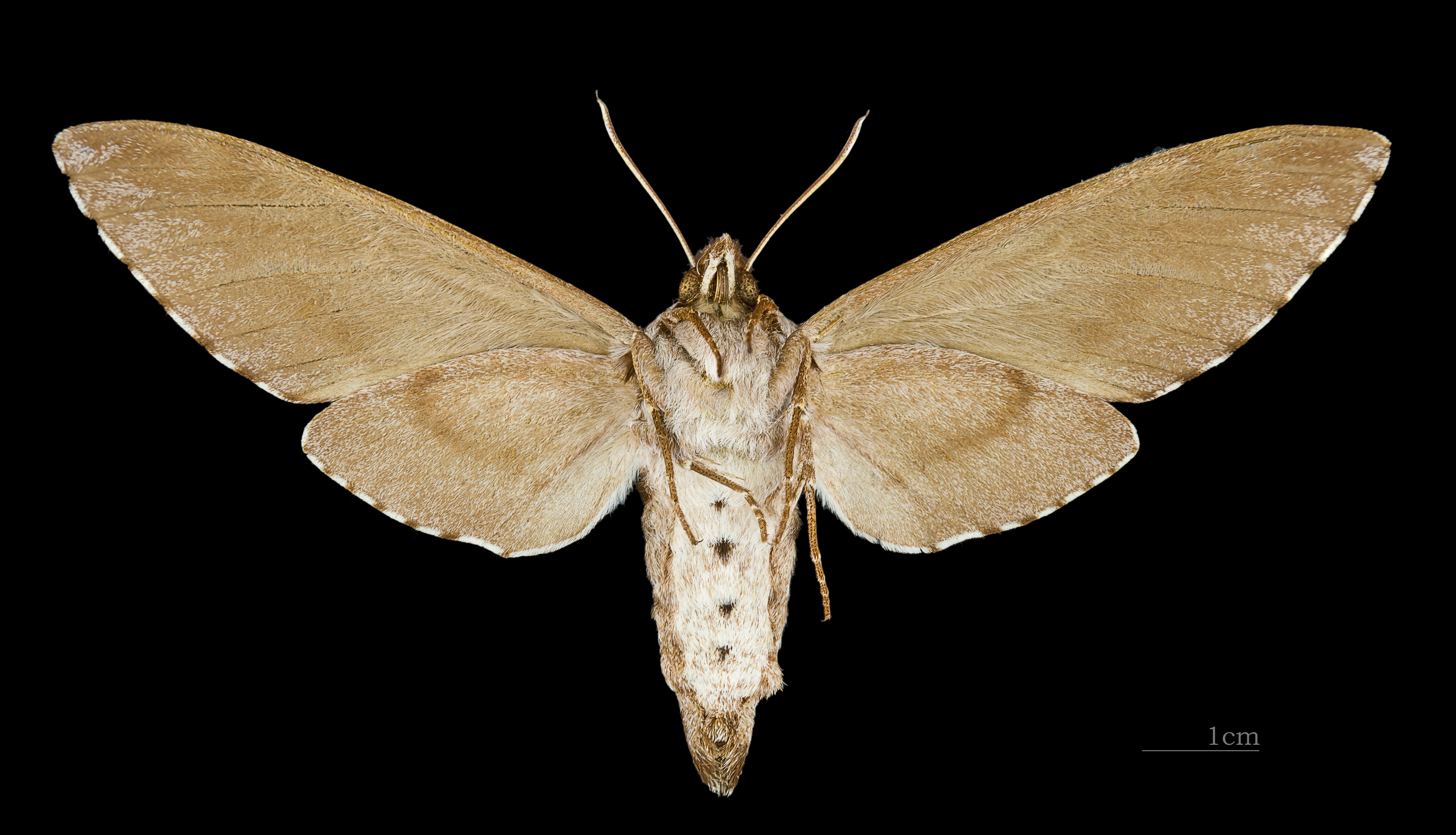
Sphinx pinastri ♀ △

Pokarm
W sierpniu i październiku gąsienice intensywnie żerują na igłach sosny, czasem świerka, jodły i modrzewia.
Rozród
Samica składa jaja pojedynczo lub po kilka sztuk na igłach, młode gąsienice intensywnie żerują, szybko rosną, już w październiku schodzą do gleby, przepoczwarzają się na głębokości około 3–4 cm, stadium poczwarki trwa stosunkowo długo, nowe motyle lęgną się dopiero w czerwcu i lipcu następnego roku, część poczwarek może przelegiwać jeszcze rok.
Znaczenie
W leśnictwie jest szkodnikiem przede wszystkim sosny, bardzo rzadko występuje masowo, po jego gradacji pojawia się licznie barczatka sosnówka.